# Gridley (California)
Gridley è una città degli Stati Uniti d'America situata nella Contea di Butte, nello Stato della California.